# Klaudiánova mapa
Klaudiánova mapa – najstarsza mapa Czech (Królestwa Czech), której autorem był Mikuláš Klaudyán, lekarz i czeski brat z miasta Mladá Boleslav.
Mapa (orientowana na południe, a zatem odwrotnie w stosunku do obecnej praktyki kartograficznej) została wydrukowana w 1518 w Norymberdze. Ma wymiary 46 x 55 centymetrów i zawiera (oprócz miejscowości) sieć dróg.